# Ali Meyer

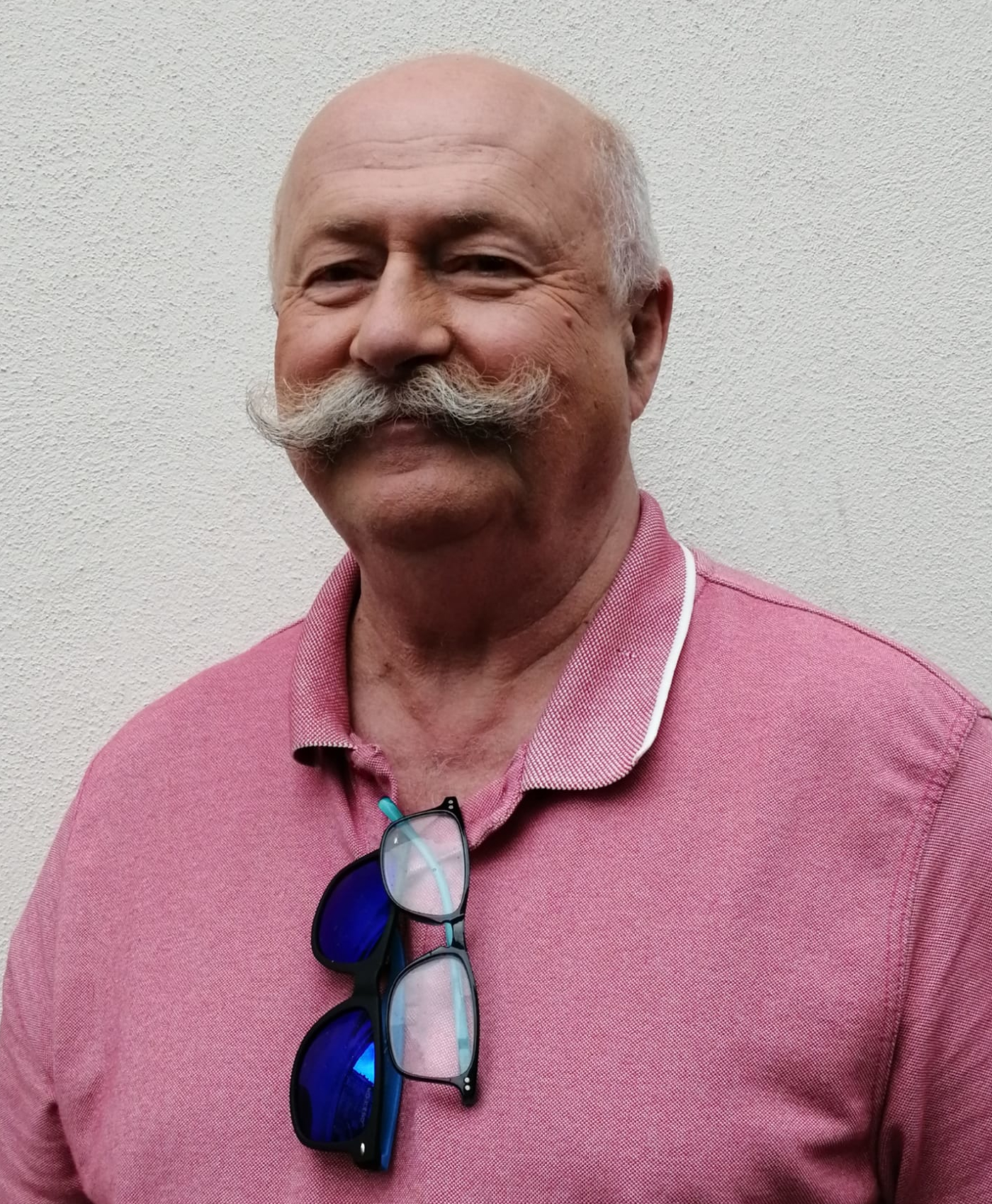
Ali Meyer (2023)

Ali Meyer (eigentlich Albrecht Karl Ludwig Otto Meyer d. J.; * 12. Mai 1953 in Wien) ist ein österreichischer Fotograf, Autor und Herausgeber.

## Fotografie

### Aus- und Weiterbildung
Ali Meyer besuchte das Realgymnasium Schottenbastei. Danach begann er eine Ausbildung als Fotograf, Fotokaufmann und als Labortechniker im ehemaligen Familienbetrieb „Photo Meyer“. Schulungen folgten bei der EUROPHOT mit Ausbildungsseminaren von Reinhart Wolf in Chalon-sur-Saône. Beginnend mit Anfang der 1970er absolvierte er ein mehrjähriges Auslandspraktikum bei den Reger Studios in München, heute ein Teil der Lang + Lang Group. Weiterbildungen vermittelte CETA Imaging, Londons HI-Tech Fachlabor. Seit 1994 ist Meyer Mitglied der AHFAP, Association for Historical and Fine Art Photography, eine Organisation für Bildprofis im Bereich des kulturellen Erbes. Meyer erhielt 2022 das Österreichisches Ehrenkreuz für Wissenschaft und Kunst.

### Praxis
Ali Meyer praktizierte gemeinsam mit seiner Schwester Inge Kent in den 1970er und 1980er Jahren Fotofach- und Großlabortechnik in Wien. Ab den 1990er Jahren gab es eine länderübergreifende Arbeitsgemeinschaft mit CETA Imaging in London. Das Département des Antiquités Orientales du Louvre und das, in den 1990er verwaltungstechnisch noch anhängige Département des Arts de l'Islam du Louvre in Paris wurde im Auftrag des französischen Staates von 1991 bis 1994 durch Ali Meyer photographisch erfasst. Meyer durfte in den Jahren 1997 und 1998 im Auftrag der Mae Fah Luang Stiftung des Thailändischen Königshauses die Wandfresken im Wat Phra Kaeo Tempel in Bangkok multimedial erfassen. 2009 und 2010 folgte im Auftrag der Taman Wisata Candi die digitale photographische Aufarbeitung der Tempelanlage Borobudur.

## Journalismus

### Chefredakteur/Herausgeber
Von 2008 bis 2020 war Ali Meyer Online-Chefredakteur des Fachjournals Der WEINbau. Meyer ist seit 2020 Herausgeber des digitalen Kulturmagazins In Vino Veritas.

### Veröffentlichung
- 2013: À BIENTÔT, Paris, Verlag der Apfel, ISBN 978-3-85450-186-2[22][23]

## Auszeichnungen
- 1971: Lehrabschlussprüfung mit Auszeichnung
- 1971: Ehrenpreis des Bundesministeriums für Handel, Gewerbe und Industrie – Bundeslehrlingswettbewerb
- 1971: Bundeskammer der Gewerblichen Wirtschaft – Medaille in Gold
- 1972: EUROPHOT, Arbeitsgemeinschaft Europäischer Berufsphotographen – bester österreichischer Jung-Photograph
- 1981: Bundeskammer der Gewerblichen Wirtschaft – Standeszeichen in Bronze
- 2016: Berufstitel Professor[24]
- 2022: Österreichisches Ehrenkreuz für Wissenschaft und Kunst[25]